# Franck Berruyer
Franck Berruyer, né le 2 mars 1963 à Saint-Marcellin en Isère, est un journaliste français de radio et de télévision.

## Biographie
Franck Berruyer commence sa carrière sur les radios FM en 1985, au Dauphiné Libéré à Grenoble puis Radio 2 alpes et Fun radio Lyon.
Il participe ensuite au lancement de la chaîne locale Télé Lyon Métropole en 1989
Ses images des émeutes de Vaulx-en-Velin illustrent le film la Haine de Mathieu Kassovitz.
Après un court passage à Radio Monte-Carlo à Monaco.
Il fait partie des premiers journalistes reporters d'images polyvalents, Intégré au lancement de la chaîne LCI, aux côtés de Grégoire Deniau et frederic Lopez.
Il est à Marignane pour la prise d'otage du vol Air France 8969.
En 1996, il rejoint Europe 1 dans l'équipe de Jérôme Bellay.
Pendant 10 ans, comme grand reporter, il couvre tous les grands événements :
Incursions clandestines au Kosovo, Otage à Jolo, guerre d'Afghanistan et d'Irak...
Il participe au lancement de l'émission C dans l'air en septembre 2001.
Il réalise plusieurs documentaires pour France 5 dont Irak le retour d'Allah en 2003
En 2006, Franck Berruyer quitte Europe 1, il fait partie de l'équipe de lancement de la chaîne internationale France 24 comme Grand Reporter.
Nombreux reportages et documentaire en Irak, somalie, comores,.
Il devient ensuite rédacteur en chef responsable des reportages et des reporters de France 24
En 2011, il rejoint la rédaction nationale de France 3, comme chef adjoint du service Enquêtes et reportage.
En 2016, il participe à la création de Franceinfos: en tant que rédacteur en chef.

## Palmarès
- Vainqueur du  Rallye Lyon-Charbonnières 1991, copilote de Michel Pignard.
- Prix spécial du jury au festival du Grand Reportage de Rueil-Malmaison (pour son reportage SOS profs battus, TF1er juin 1993[15]) avec Yves Calvi et Jérome Bellay